# Hôtel-Dieu de Tonnerre

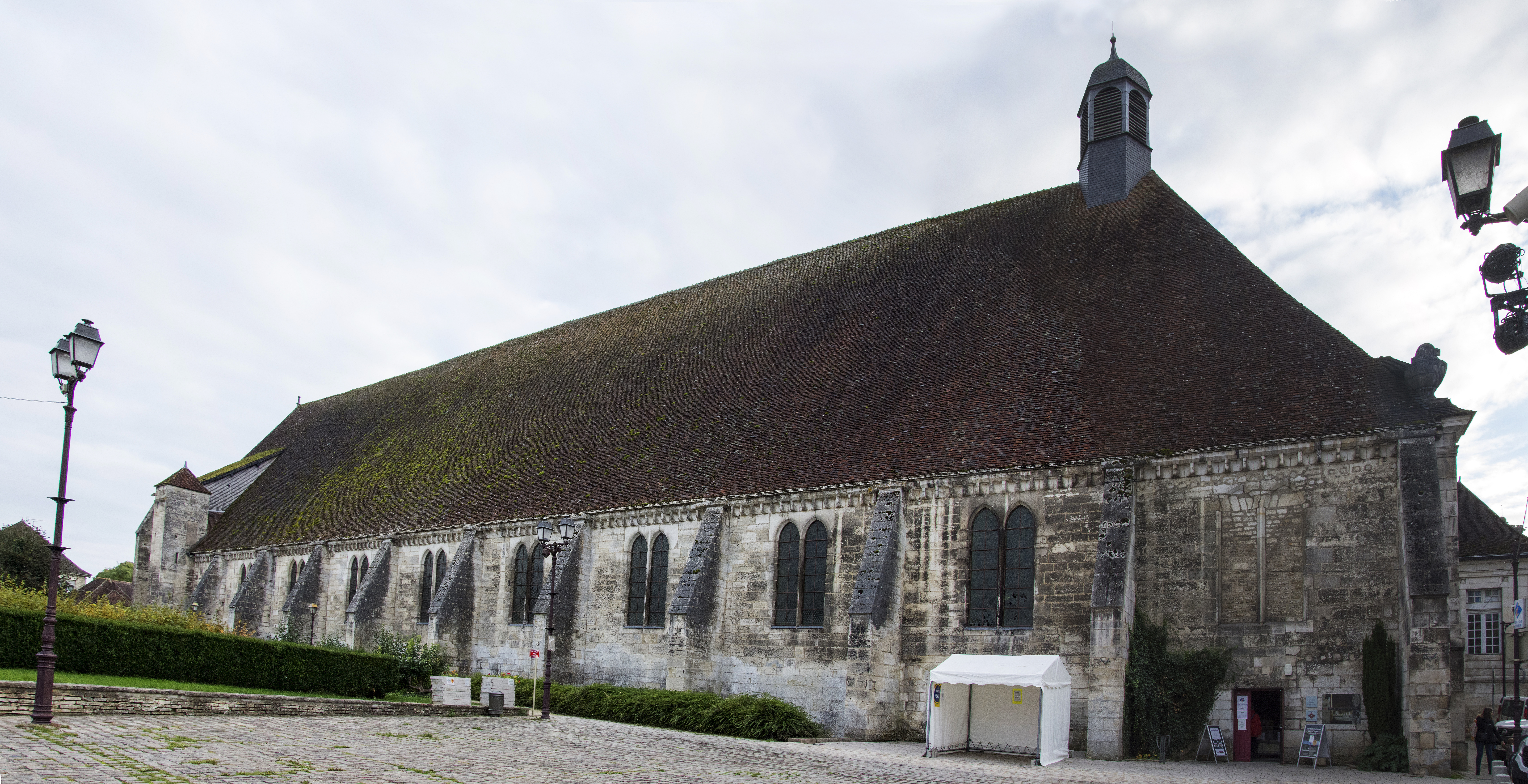
Het Hôtel-Dieu de Tonnerre

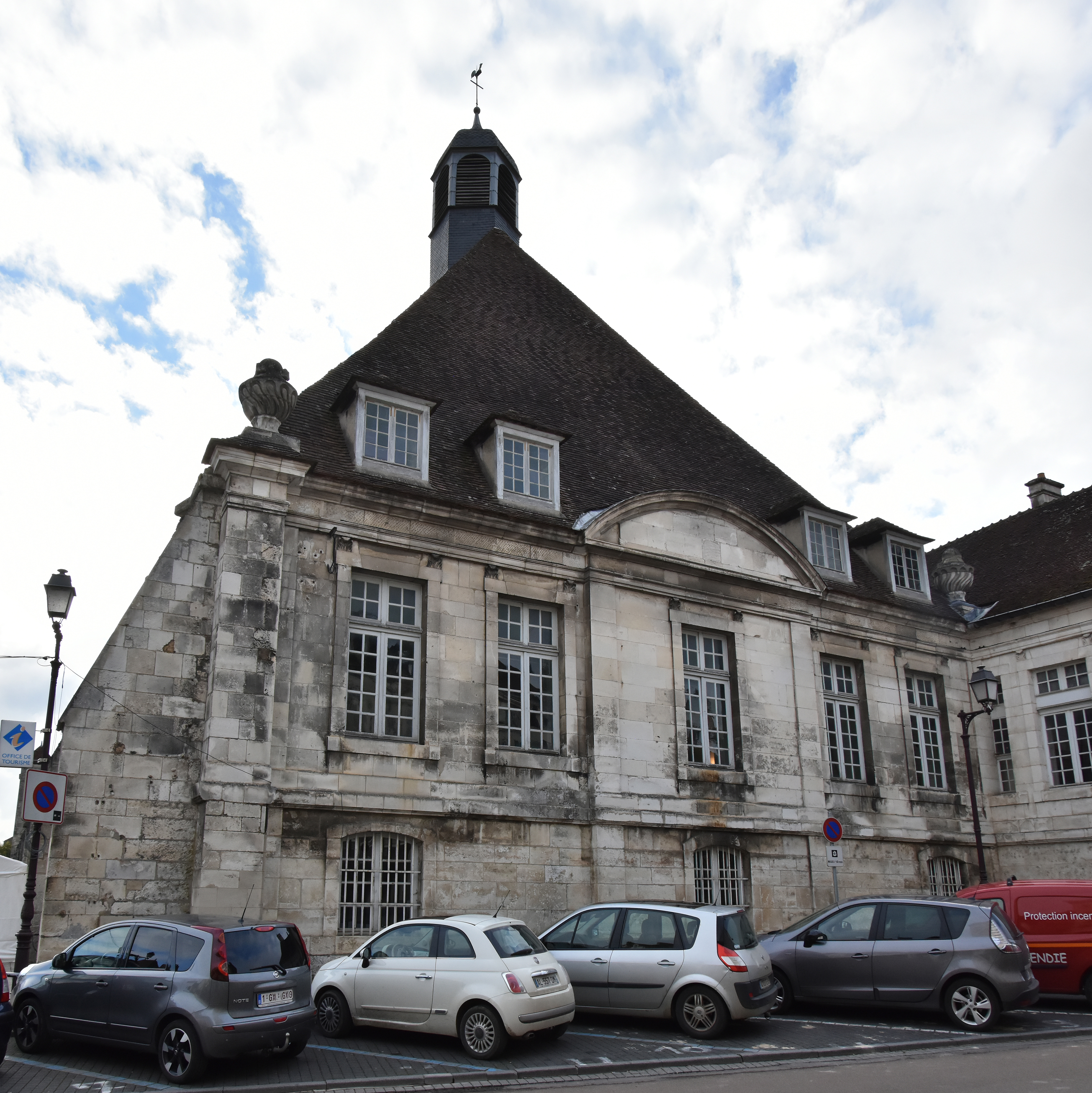
De voorgevel uit 1763-67

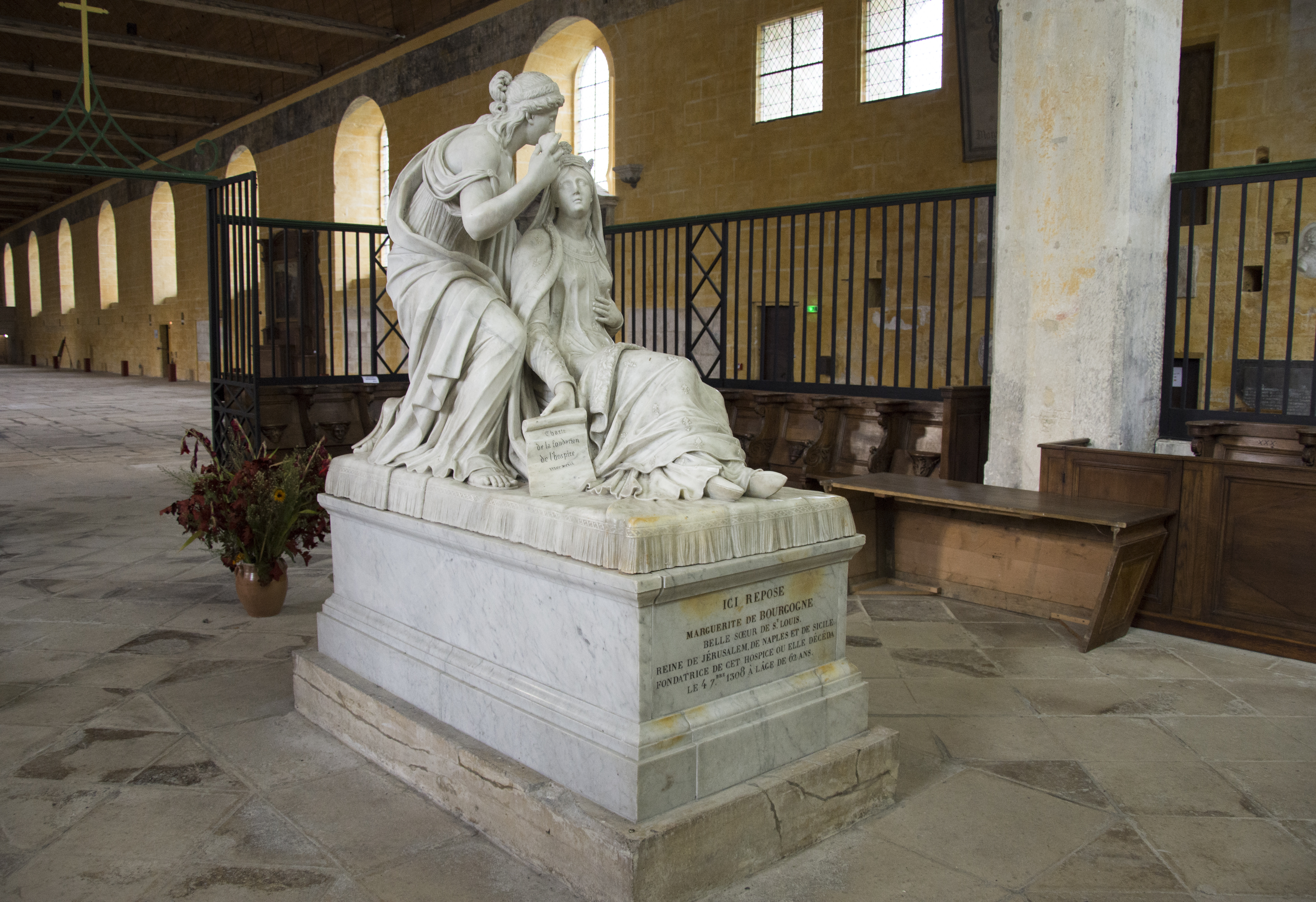
Grafmonument van Margaretha van Bourgondië-Tonnerre

Het Hôtel-Dieu de Tonnerre (Nederlands: Godshuis van Tonnerre) is een voormalig hospitaal in de gemeente Tonnerre in het Franse departement Yonne (regio Bourgogne-Franche-Comté). Het is een van de grootste - 96 m lang, 21,5 m breed en 20 m hoog - en oudste in Europa. Het werd beschermd als historisch monument in 1862. Anno 2016 is dit gebouw ingericht als museum.

## Geschiedenis
Margaretha van Tonnerre, weduwe van Karel van Anjou, stichtte dit hospitaal in 1293. Voor de constructie stelde Margaretha aanzienlijke financiële middelen en constructiemateriaal ter beschikking. Dat zorgde er voor dat dit gebouw in twee jaar tijd klaar was. In 1295 ontving het zijn eerste patiënten in ongeveer 40 bedden die beschikbaar waren. Margaretha verzekerde het godshuis van inkomsten door de opbrengst van wijngaarden, bossen, dorpen en belastingen aan haar toe te wijzen en ze van alle heffingen van toekomstige heersers van Tonnerre te ontslaan. Zelf verbleef ze in appartementen die ze vlak naast het godshuis liet optrekken. Toen ze in 1308 stierf, werd ze in het gebouw begraven.
Om problemen rond vochtigheid en verwarmingskosten op te lossen bouwde men van 1642 tot 1648 aan een nieuw hospitaal rond de huidige tuin. De grote, niet meer gebruikte ziekenzaal diende tot 1777 als begraafplaats. Tussen 1763 en 1767 kreeg men de beschikking over lokalen voor chirurgie en hospitaaladministratie terwijl in 1785 de meridiaan van Tonnerre in de vloer van de ziekenzaal werd getekend. Na de Franse Revolutie sloeg men stro en hooi op in de ziekenzaal en verwijderden de revolutionairen het metaal uit de meridiaan, het graf van Margaretha en uit het grafmonument van François-Michel le Tellier. In 1838 werden de 13e-eeuwse bijgebouwen ten noorden van de oude ziekenzaal afgebroken. Ook het 17e-eeuwse nieuwe hospitaal werd afgebroken.
Toen men van 1960 begon aan de bouw van een nieuw ziekenhuis in Tonnerre verloor het godshuis zijn oorspronkelijke functie.

## Beschrijving
Het Hôtel-Dieu bestaat uit een lange zaal met een ingang aan de westelijke zijde. De zaal eindigt in een koor met twee kapellen met daarin telkens twee altaren. Achter de zuidelijke kapel bevindt zich nog een sacristie. De zaal is met koor en abside 96 meter lang en zonder 88,5 meter lang. De voorzijde van de ziekenzaal werd bij de verbouwing van de 18e eeuw aangepast.

### Grafmonument van Margaretha van Bourgondië-Tonnerre
In 1826 installeerde men op dezelfde plek in de ziekenzaal een nieuw grafmonument voor Margaretha. Haar resten werden gespaard door de revolutionairen omwille van haar barmhartigheid voor zieken en armen.

### Grafmonument van François-Michel le Tellier
François-Michel le Tellier, graaf van Tonnerre lag in het kapucijnenklooster te Parijs begraven. Tijdens de Franse Revolutie verborg men het in een gebouw dat men anno 2016 kent als École nationale supérieure des beaux-arts. Zijn graf werd toch gevonden en zijn resten verstrooid. In 1819 besloten zijn nazaten om een nieuw grafmonument in het hôtel-Dieu te plaatsen, in de linkerkapel van de ziekenzaal.

### Graflegging
Deze beeldengroep uit 1454 in de sacristie is een van de oudste grafleggingen in Europa. Verdwenen zijn de beelden van twee Romeinse soldaten die het geheel flankeerden. Het is het werk van Georges en Michiel de la Sonnette van wie men veronderstelt dat ze leerlingen van Claus Sluter waren. Opdrachtgever van het werk was de handelaar Lancelot de Buronfosse.

## Galerij

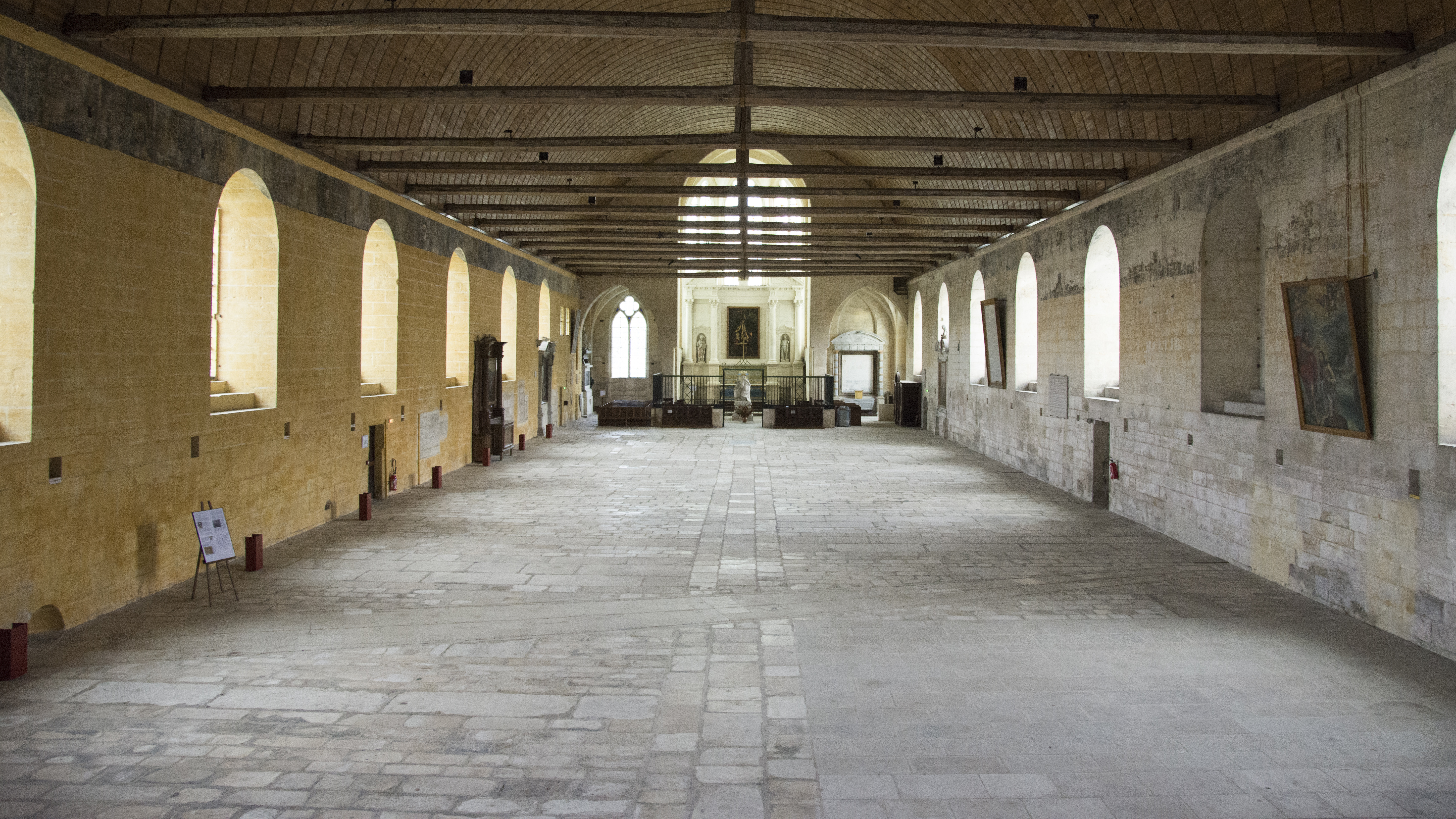
De voormalige ziekenzaal
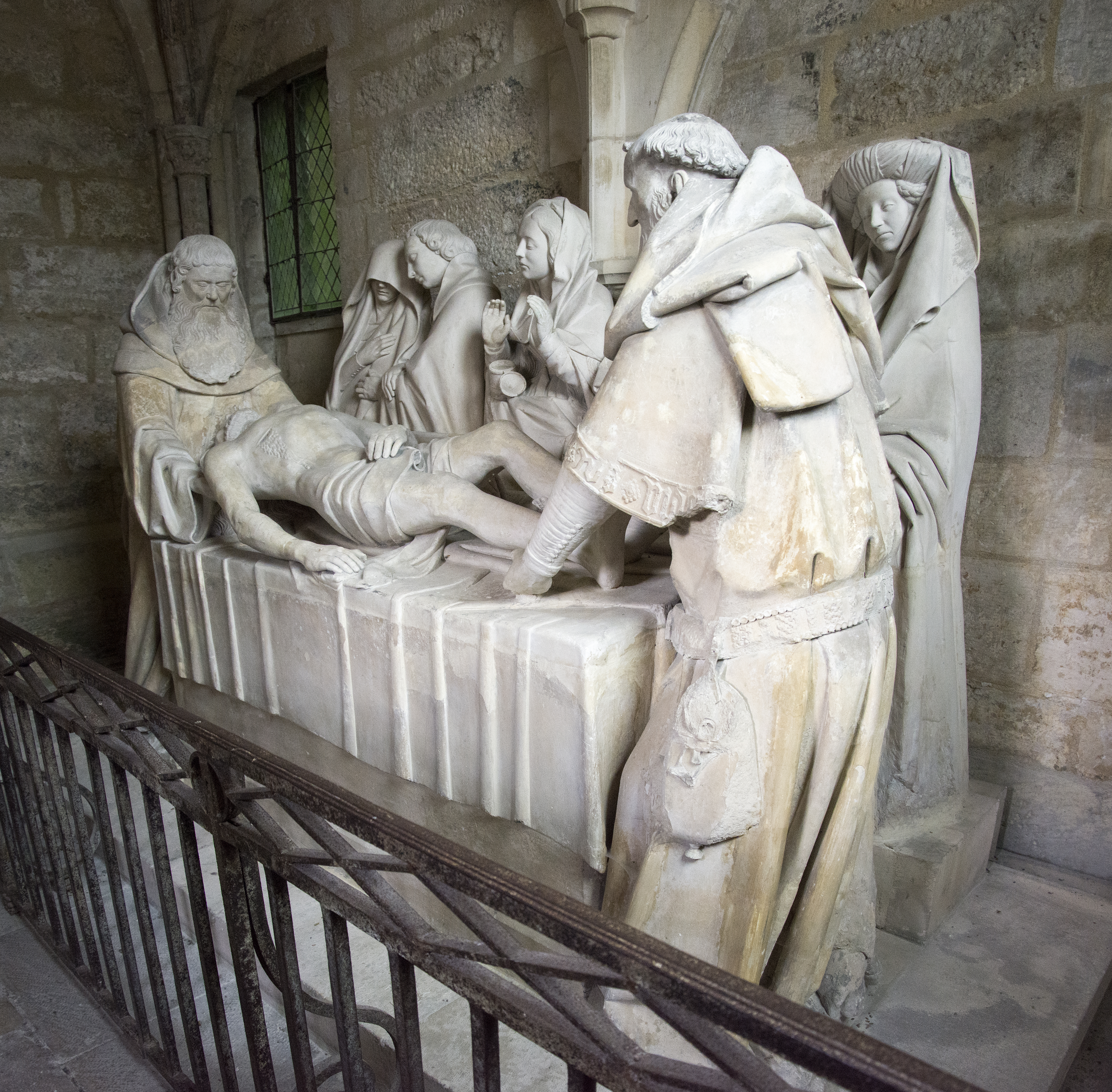
Graflegging (1454)
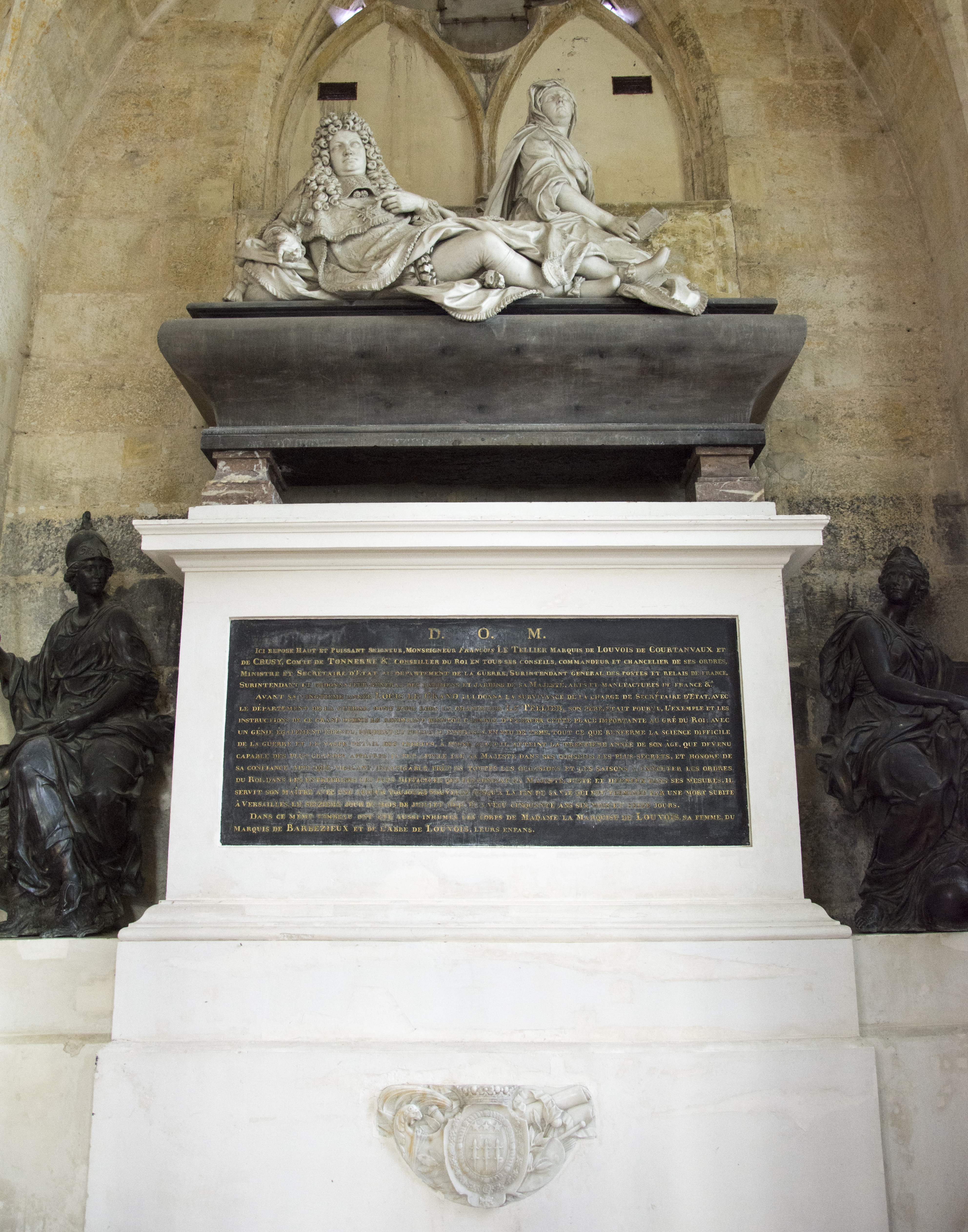
Grafmonument van François-Michel le Tellier en zijn vrouw Anne de Souvré
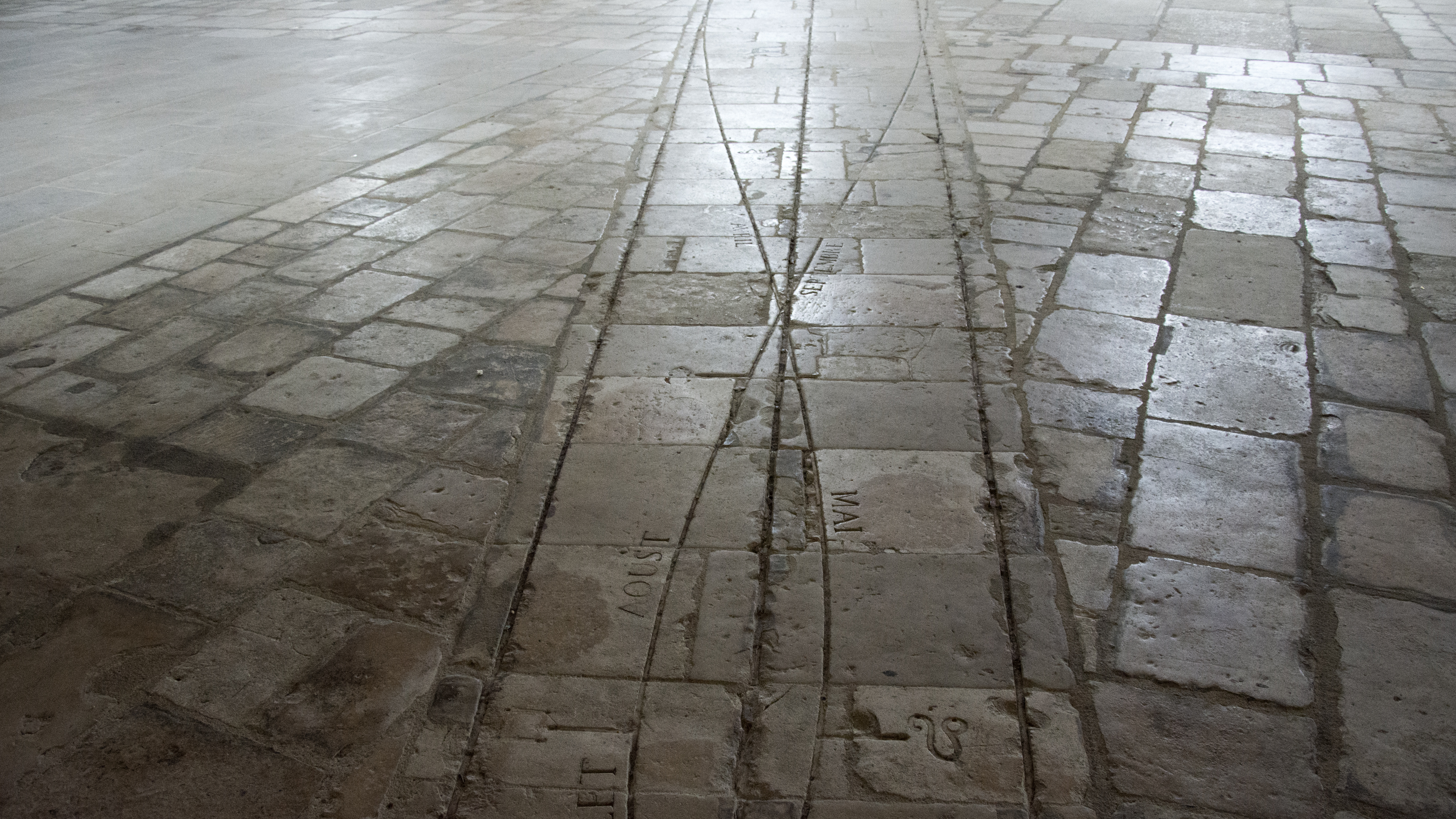
De meridiaan van Tonnerre
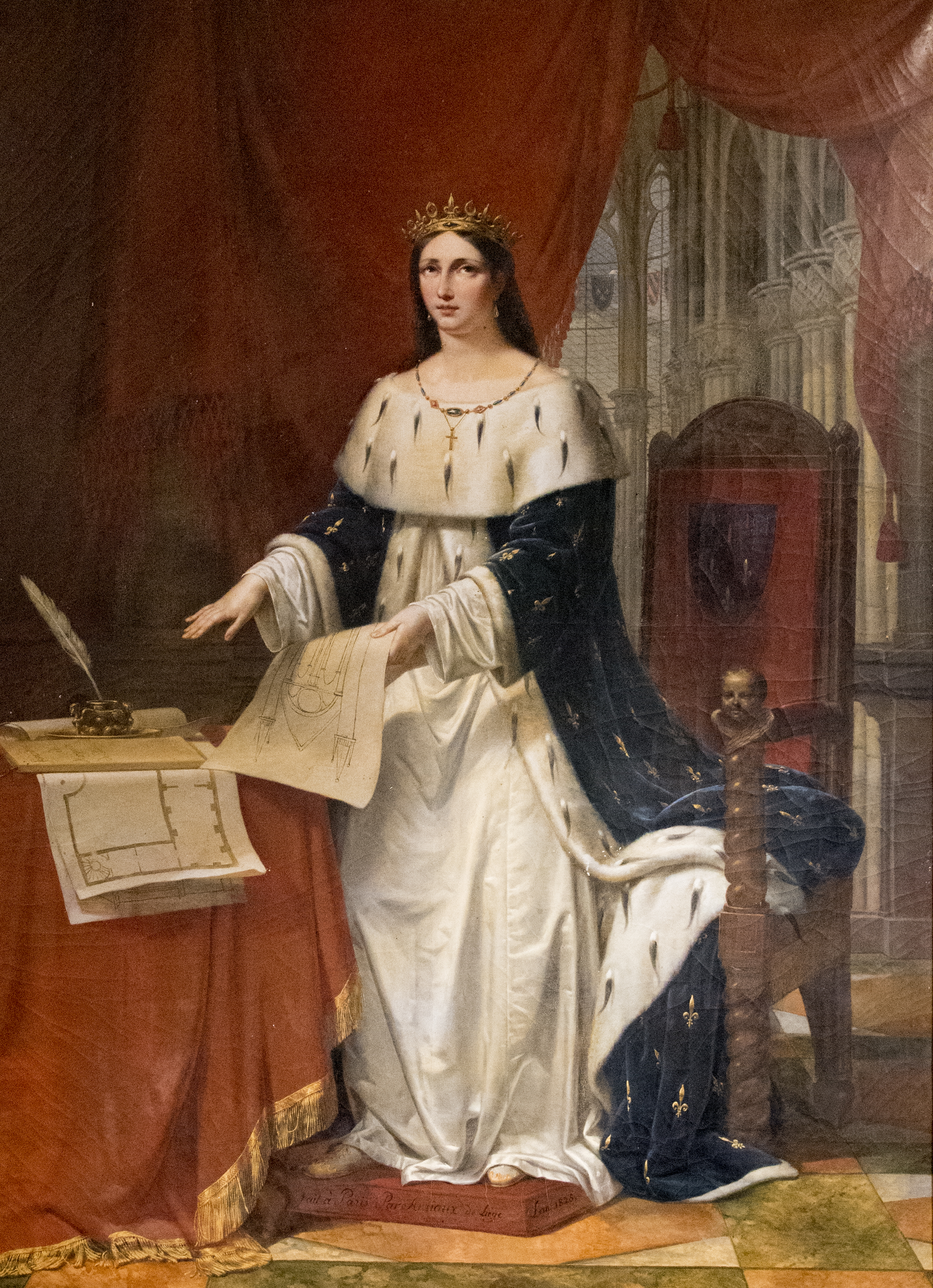
Portret van Margaretha door Jean-Joseph Ansiaux in het museum